# Coelioxys indica
Coelioxys indica är en biart som beskrevs av Heinrich Friese 1925. Coelioxys indica ingår i släktet kägelbin, och familjen buksamlarbin. Inga underarter finns listade i Catalogue of Life.